# Kuriyama (Hokkaido)
Kuriyama (jap. 栗山町 Kuriyama-chō) – miasto w Japonii, w prefekturze Hokkaido, w podprefekturze Sorachi. Według danych na rok 2020 miejscowość zamieszkiwało 11 272 mieszkańców , a gęstość zaludnienia wyniosła 55,3 os./km².